# Хорват, Бо
Бо Хорват (англ. Bo Horvat; род. 5 апреля 1995, Rodney, Онтарио) — канадский хоккеист, центральный нападающий клуба НХЛ «Нью-Йорк Айлендерс».

## Карьера

### Лондон Найтс
В 2011 году Хорвата выбрал на входящем драфте OHL в 1-м раунде под общим 9 номером клуб «Лондон Найтс». Первый свой сезон в OHL Бо завершил забив 11 голов, и набрав 30 очков за 64 игры, занял 18-е место среди игроков, играющих свой первый год в лиге. В плей-офф забил один гол и сделал 3 голевые передачи за 18 игр, а «Лондон Найтс» выиграли Кубок Джей Росса Робертсона. Победа в OHL позволила «Лондон Найтс» принять участие в Мемориальном кубке, где Хорват забил голы в трёх матчах, однако это не помогло «Рыцарям» одержать победу в кубке, лондонцы проиграли в финале со счётом 1:2 клубу из QMJHL «Шавиниган Катарактес».
В сезоне 2012/13 забил уже 33 гола и набрал 61 очко за 67 игр. В опросе среди главных тренеров лиги ОХЛ Бо признали лучшим при игре на вбрасываниях и блокированию бросков соперника. В плей-офф того же сезона Хорват забил 16 голов и набрал 23 очка в 21 игре, тем самым помог «Рыцарям» защитить титул чемпионов лиги. По окончании сезона Хорват получил «Уэйн Гретцки 99 Эворд», этот приз вручается самому ценному игроку плей-офф OHL. В Мемориальном кубке 2013 года «Рыцари» потерпели поражение в полуфинале со счётом 1:2 от команды WHL «Портланд Винтерхокс», на этом турнире Хорват набрал 5 очков в 5 матчах и получил «Джордж Парсонс Трофи», вручаемый за благородство и добропорядочность на льду.
В преддверии драфта НХЛ 2013 года Центральное скаутское бюро НХЛ поставило Хорвата на 15-е место в рейтинге среди полевых игроков, играющих в североамериканских лигах. В итоге Хорвата выбрал в 1-м раунде под общим 9-м номером клуб «Ванкувер Кэнакс».

### Ванкувер Кэнакс
6 августа 2013 года, во время проведения тренировочного лагеря молодёжной сборной Канады, Бо подписал трёхлетний контракт новичка с «Ванкувер Кэнакс».
Хорват дебютировал в НХЛ 4 ноября 2014 года в матче против команды «Колорадо Эвеланш». 20 ноября того же года, шесть игр спустя, Бо забил свой первый гол в НХЛ в ворота Фредерика Андерсена из «Анахайм Дакс». В следующей игре Хорват отдал 3 голевые передачи в матче против «Чикаго Блэкхокс». 25 ноября руководство «Кэнакс» объявило, что не намерены возвращать Хорвата в OHL, несмотря на то, что такая возможность была. Позже главный тренер Ванкувера Уилли Дежарден заявил, что не ожидал от Хорвата такой игры, и что он будет бороться в первом же сезоне за место в основном составе команды. В сезоне 2014/15 Бо играл в звене с Янником Хансеном и Роналдсом Кениньшем, набрал 25 очков в 68 играх и занял 6 место по игровому времени в команде. Также Хорват набрал 4 очка в плей-офф в серии против «Калгари Флэймз», которая завершилась поражением «Кэнакс» в 6 матчах.
В сезоне 2015/16 Хорват вместе с партнёром по звену Свеном Берчи вышел на первые роли в команде в связи с тем, что травмы получили лидеры «Кэнакс» Брэндон Саттер и Хенрик Седин. В том сезоне Бо забил 16 голов и набрал 40 очков, сыграв все 82 игры в регулярном чемпионате.
10 января 2017 года Хорват был вызван на матч всех звёзд, на тот момент он забил 13 голов и отдал 16 голевых передач в лиге. Бо стал самым молодым игроком «Кэнакс», вызванным на матч всех звёзд, со времён Тревора Линдена. 3 марта 2017 года Хорват был назван ассистентом капитана взамен Александра Барроуза. Сезон 2016/17 Бо завершил с 20 голами и 32 голевыми передачами.
8 сентября 2017 года «Кэнакс» подписали с Хорватом контракт на 6 лет и 33 млн долларов со средней зарплатой 5,5 млн долларов в год. 5 декабря 2017 года в матче против «Каролины Харрикейнз» Бо получил перелом ноги и пропустил шесть недель. Несмотря на травму, Хорват забил 22 гола за 64 игры, играя в звене со Свеном Берчи и новичком Броком Бесером.
В сезоне 2018/19, после окончания карьеры Хенрика и Даниэля Сединов, Хорват был назначен одним из четырёх альтернативных капитанов команды, после того, как его освободили от этой должности в сезоне 2017/18, а 9 октября 2019 года стал 14-м капитаном в истории «Ванкувер Кэнакс».

### Нью-Йорк Айлендерс
30 января 2023 года Хорват был обменян в «Нью-Йорк Айлендерс» на нападающих Энтони Бовилье и Аату Рятю, а также на условный выбор в 1-м раунде драфта НХЛ 2023 года.
5 февраля 2023 года подписал с «Нью-Йорк Айлендерс» контракт на 8 лет со среднегодовой зарплатой 8,5 миллиона долларов.

## Статистика
| Легенда | Легенда                    | Легенда | Легенда                   | Легенда | Легенда    |
| ------- | -------------------------- | ------- | ------------------------- | ------- | ---------- |
| И       | Количество проведённых игр | Штр     | Штрафное время            | +/−     | Плюс-минус |
| Г       | Голы                       | П       | Голевые передачи          | О       | Очки       |
| -       | Статистика неизвестна      | —       | Статистика не учитывалась |         |            |